# Kommelkwartier
Het Kommelkwartier is een buurt ('kwartier') in het centrum van de Nederlandse stad Maastricht. Het is een van de 44 officiële buurten binnen de gemeente Maastricht en een van de zeven centrumbuurten.

## Geografische ligging
Het Kommelkwartier is qua oppervlakte de kleinste buurt van de gemeente Maastricht en ligt in het westelijk deel van het stadscentrum. De wijk wordt begrensd door het Statenkwartier in het noorden, de Binnenstad in het oosten, het Jekerkwartier in het zuiden en de buurt Mariaberg in het westen, met de Hertogsingel als westelijke grens. Andere 'grensstraten' zijn: Koningin Emmaplein, Brusselsestraat, Sint Servaasklooster, Tongersestraat, Tongerseweg en Tongerseplein. De Hertogsingel is de enige van deze straten die in zijn geheel tot het Kommelkwartier behoort, dus ook de straat zelf, inclusief de ventwegen en voetpaden aan beide zijden, echter niet de westelijke straatwand (de even huisnummers). Bij de andere straten en pleinen is dit andersom: hier behoren alleen de straatwanden tot het Kommelkwartier. Zo ligt het Tongerseplein bijvoorbeeld in zijn geheel in het Jekerkwartier. Dit verklaart waarom de zuil met het beeld De ontmoeting tussen oost en west op dit plein op de Lijst van gemeentelijke monumenten in Jekerkwartier voorkomt.

## Geschiedenis en naamgeving
De wijk ontleent haar naam aan de straat (of plein) Kommel. Voor de herkomst van die naam, zie het desbetreffende artikel.
Het Kommelkwartier ligt grotendeels tussen de eerste en tweede middeleeuwse stadsomsluiting van Maastricht. Vanaf de late 13e eeuw werd het gebied bij de stad Maastricht gevoegd door de bouw van de tweede stadsmuur. Deze muur, komende van het Aldenhofpark, liep ongeveer tot aan de Calvariestraat, vanwaar de muur naar het westen afboog tot aan de Hertogsingel. Vandaar liep de muur naar het noorden tot aan de Brusselsepoort. Zowel van de eerste als van de tweede muur zijn nog delen bewaard.
In het gebied vestigden zich diverse kloosters. Grote delen bleven tot ver in de 18e eeuw onbebouwd en waren in gebruik als moestuin of boomgaard, zoals te zien is op de maquette van Maastricht.

## Voorzieningen
Hoewel het Kommelkwartier deel uitmaakt van het centrum van Maastricht, telt de buurt relatief weinig winkels en horecagelegenheden. De meeste voorzieningen bevinden zich aan de randen van de wijk, in de Brusselsestraat en de Tongersestraat.
In het Kommelkwartier zijn enkele instellingen voor hoger onderwijs gevestigd, zoals de bestuurszetel van de Universiteit Maastricht, de Academie voor Bouwkunst en de Maastricht Academy of Fine Arts and Design (voorheen Academie Beeldende Kunsten Maastricht of Stadsacademie).
In de wijk zijn relatief veel voorzieningen voor ouderen en zieken geconcentreerd: de verpleegkliniek Larissa (voorheen Klevarie), de bejaardenverzorgingscentra Aldenhof en Lenculenhof, en het bejaardenhuis van de Zusters onder de Bogen. Aan de Brusselsestraat is een slaaphuis van het Leger des Heils gevestigd.

## Architectuur en stedenbouw
De wijk telt een honderdtal rijksmonumenten en ongeveer evenveel gemeentelijke monumenten. Het Kruisherencomplex is het enige compleet bewaard gebleven gotische klooster in Nederland. In de gerestaureerde kerk en klooster is het 5-sterren Kruisherenhotel gevestigd. Het plein ervoor is in 2008 autovrij gemaakt en er is een kunstwerk geplaatst van Arthur Spronken. Aan de Kommel liggen twee andere kloosters, die nog als zodanig in gebruik zijn: het Klooster van de Zusters Onder de Bogen (waarvan de hoofdingang aan het Sint Servaasklooster ligt) en de kleinere Gemeenschap van de gekruisigde en verrezen Liefde. Het oudste deel van eerstgenoemd klooster is gevestigd in de voormalige proosdij van Sint-Servaas, maar dit ligt niet in het Kommelkwartier. De neogotische kloosterkerk van Johannes Kayser ligt precies op de grens van de buurten Binnenstad en Kommelkwartier. In de tuin van het complex bevinden zich restanten van de eerste stadsmuur.
Een ander historisch kloostercomplex is het Tweede Minderbroedersklooster aan de Minderbroedersberg. De kerk uit 1700 en de kloostergebouwen hebben vanaf de Franse tijd diverse bestemmingen gehad (o.a. Rechtbank Maastricht en gevangenis). Momenteel is de bestuurszetel van de Universiteit van Maastricht hier gevestigd. Aan het Derde Minderbroedersklooster, dat ernaast lag, herinnert alleen een poort en de naam Patersbaan.
Aan de Abtstraat ligt het Klevarieterrein, zo genoemd naar het vroegere Ziekenhuis Calvariënberg (1821-1950). Op het terrein bevinden zich een aantal historische gebouwen, waaronder enkele sterk verbouwde kloostervleugels van het Klooster Calvariënberg uit de 17e eeuw en de nog vrij gave kloosterkapel uit 1710, te zien vanaf de Calvariestraat. Ook van het latere ziekenhuis zijn nog enkele gebouwen bewaard gebleven, zoals het Administratiegebouw uit 1857, het Elisabethhuis uit circa 1890 en de verpleegstersflat (Polvertorenflat) uit 1962. Nabij de hoogbouw van het bejaardentehuis Aldenhof uit 1956 (een modern rijksmonument) bevindt zich een schoormuur van de tweede middeleeuwse stadsomwalling. Voor de herinrichting van het Klevarieterrein maakte de architect Fred Humblé een plan, dat sinds 2010 in uitvoering is. Inmiddels is het verpleeghuis uit de jaren tachtig vervangen door een kleinere kliniek, zijn het Elisabethhuis en de Polvertorenflat gerenoveerd en is een aanvang gemaakt met de bouw van appartementen en grondgebonden woningen.
De straten ten westen van de tweede stadsmuur (Sint Servaasbolwerk en Hertogsingel) zijn pas na de ontmanteling van de vesting Maastricht in 1867 aangelegd. Langs de Hertogsingel staan voornamelijk herenhuizen, waaronder enkele ontwerpen van Alphons Boosten.
In het Kommelkwartier zijn een aantal voorbeelden van moderne architectuur te vinden. De minimalistische uitbreiding van de Academie Beeldende Kunsten Maastricht van Wiel Arets wordt gezien als een hoogtepunt in het oeuvre van deze architect. De academie ligt gedeeltelijk aan het relatief nieuwe Herdenkingsplein, waarvan de westzijde is ontworpen door Erick van Egeraat. Aan de kant van de Brusselsestraat ligt een modern kantoorgebouw van Jo Janssen en Wim van den Bergh.

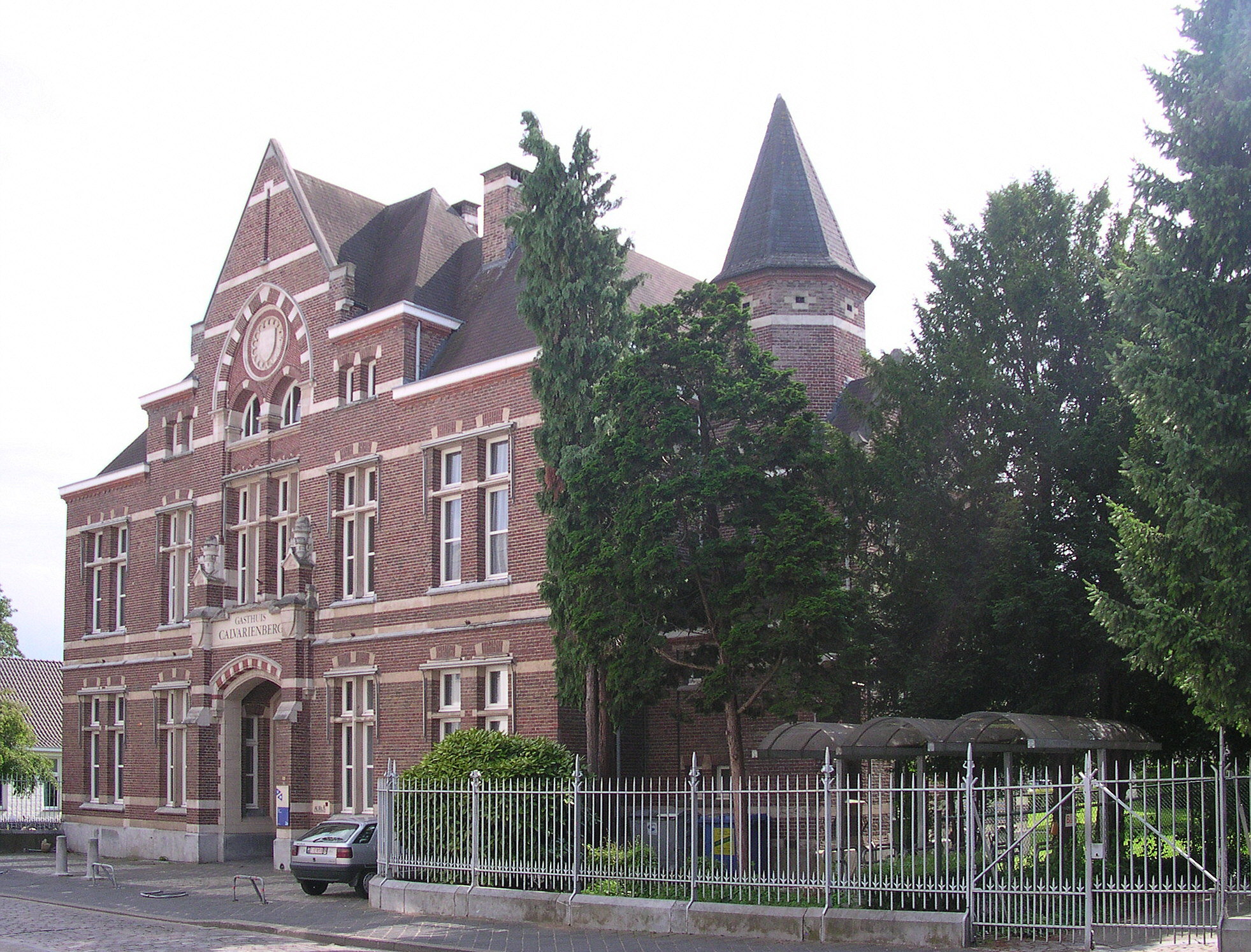
Gasthuis Calvariënberg
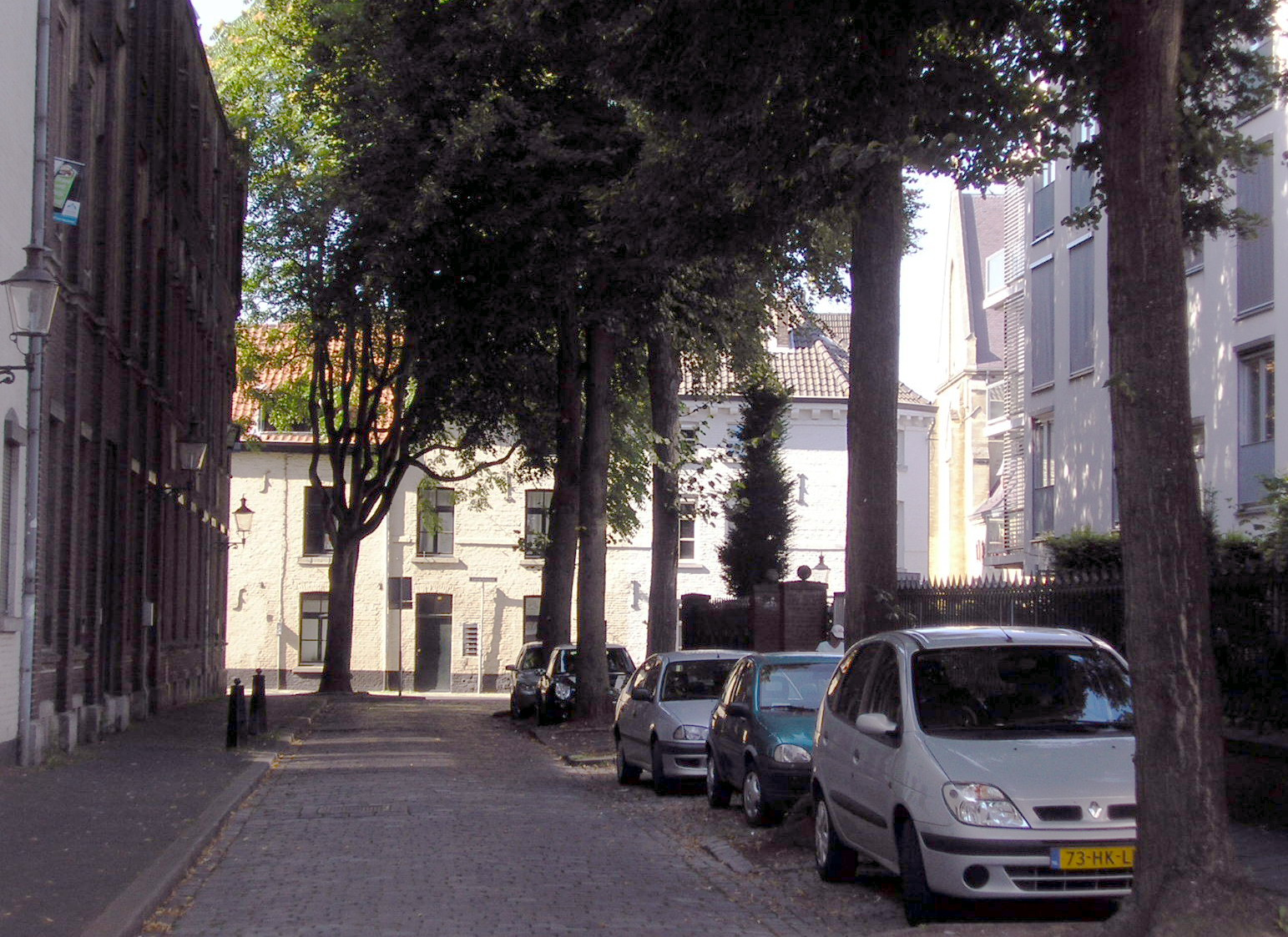
Abtstraat
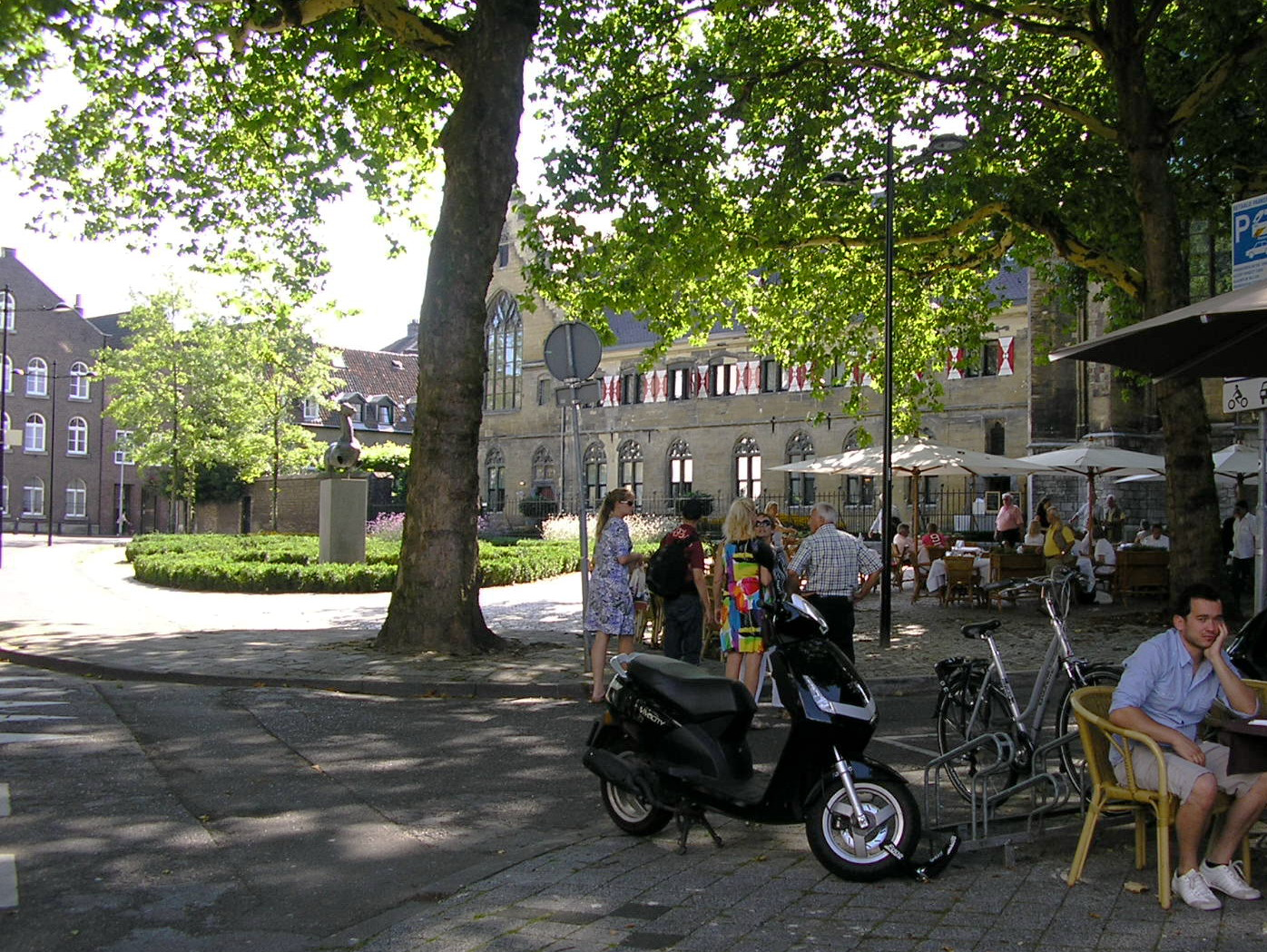
Kommelplein
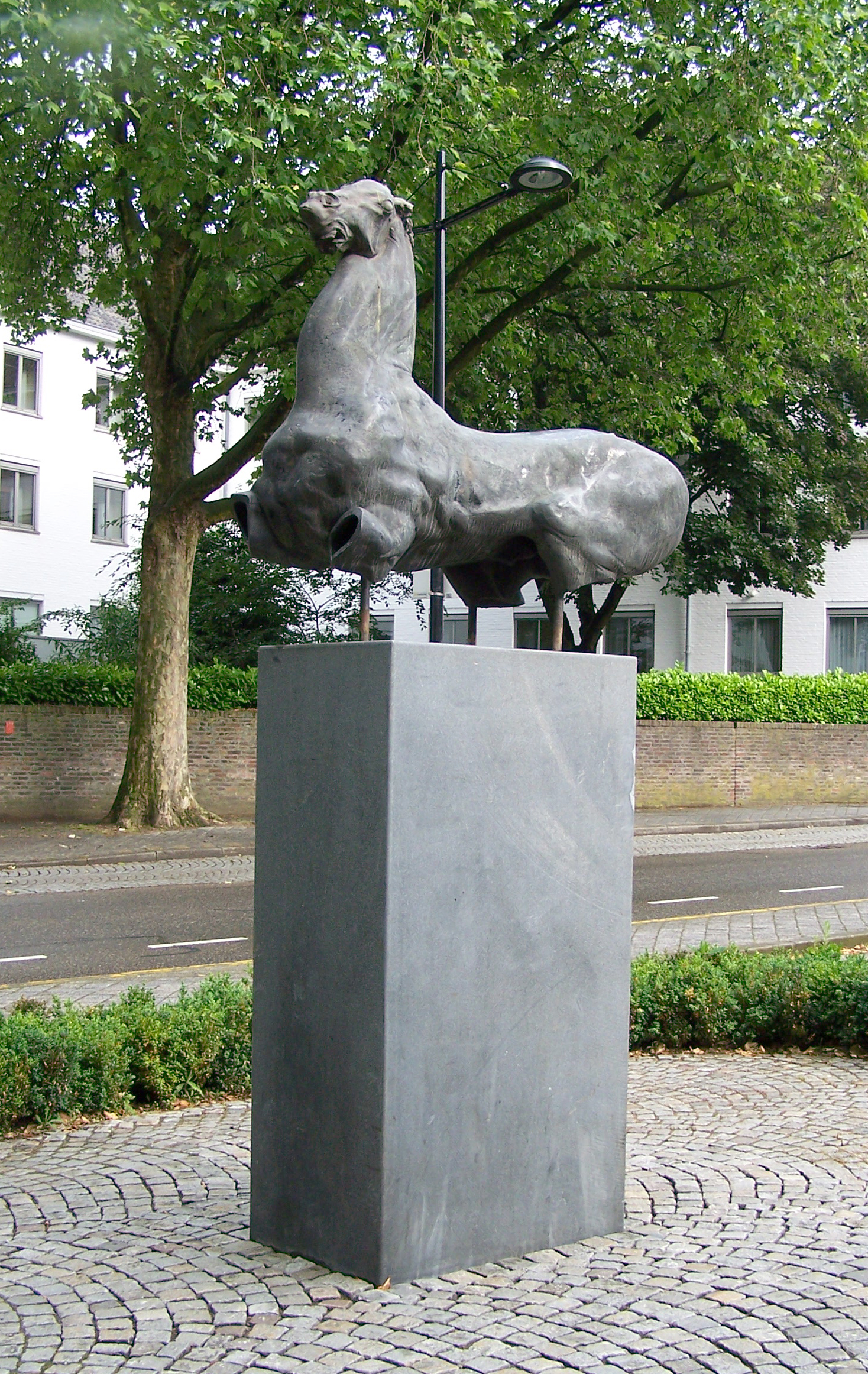
Sculptuur Kommelplein
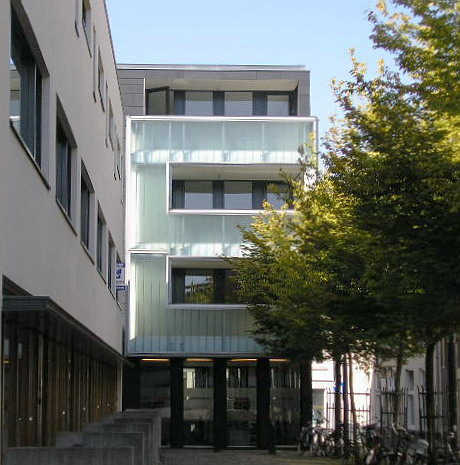
Herdenkingsplein
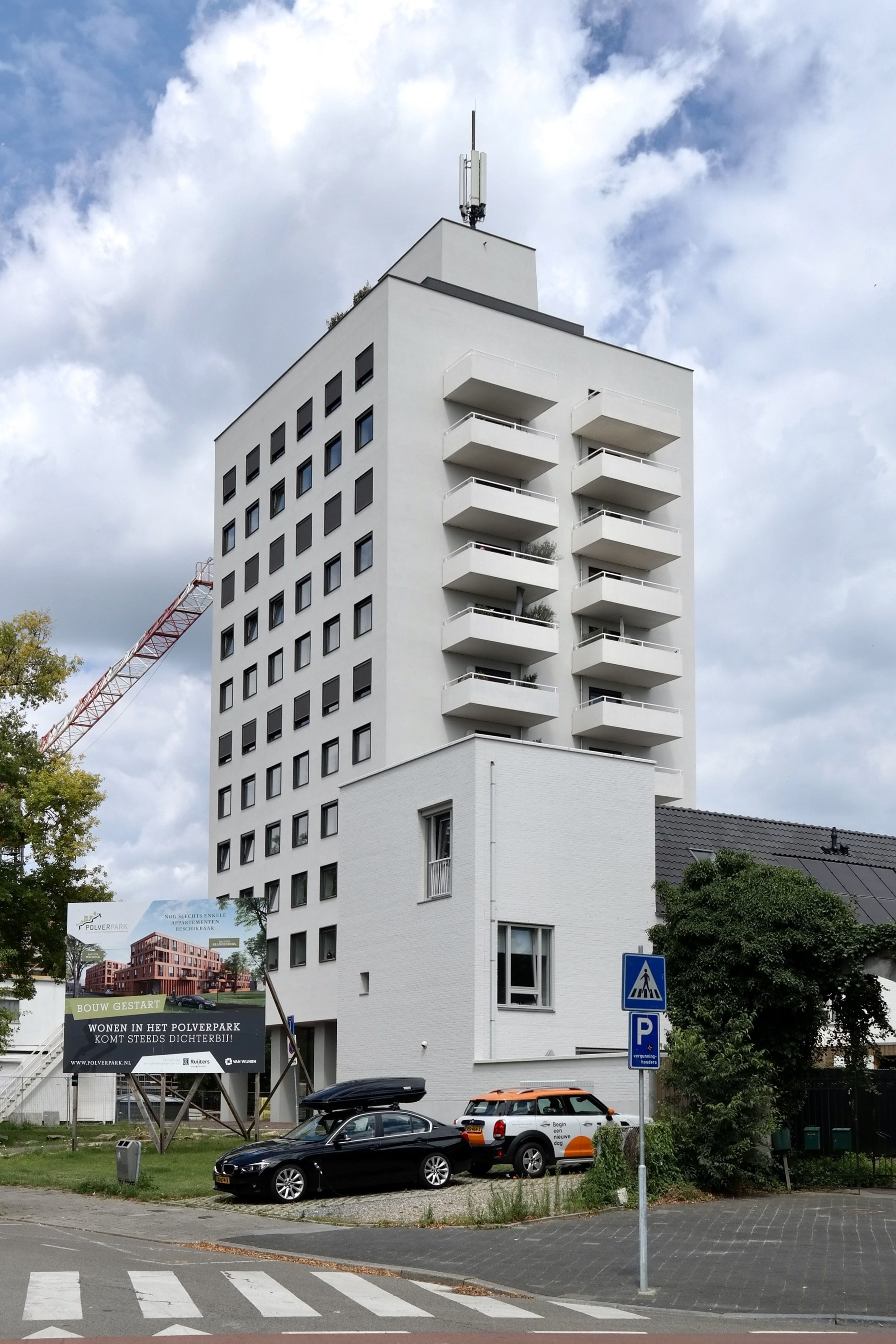
Polvertorenflat